# Søndre Akers prosteri

Prosterier i Oslo stift. Det orangea området på kartan är Søndre Akers prosteri.

Søndre Akers prosteri (norska: Søndre Aker prosti) är ett kontrakt (prosteri, norska: prosti) i Oslo stift inom Norska kyrkan. Kontraktet omfattar den södra delen av Oslo kommun i sydöstra Norge.

## Socknar
Søndre Akers prosteri består av tio socknar (norska: sokn eller sogn) inom Oslo kyrkliga samfällighet (norska: kirkelige fellesråd):
- Bekkelaget og Ormøy socken
- Bølers socken
- Hauketo-Prinsdals socken
- Holmlia socken
- Klemetsrud og Mortensruds socken
- Lambertseters socken
- Ljans socken
- Mangleruds socken
- Nordstrands socken
- Oppsals socken